# Cryptothelea japonica
Cryptothelea japonica är en fjärilsart som beskrevs av Franciscus J.M. Heylaerts 1884. Cryptothelea japonica ingår i släktet Cryptothelea och familjen säckspinnare. Inga underarter finns listade i Catalogue of Life.